# Trachylepis affinis
Trachylepis affinis este o specie de șopârle din genul Trachylepis, familia Scincidae, descrisă de Gray 1838. Conform Catalogue of Life specia Trachylepis affinis nu are subspecii cunoscute.